# Quercus prinoides
Quercus prinoides Willd. – gatunek rośliny z rodziny bukowatych (Fagaceae Dumort.). Występuje naturalnie w Kanadzie (w prowincji Ontario) oraz wschodniej części Stanów Zjednoczonych (w Alabamie, Arkansas, Connecticut, Dystrykcie Kolumbii, Delaware, w Georgii, Iowa, Illinois, Indianie, Kansas, Luizjanie, Massachusetts, Maryland, Maine, Michigan, Minnesocie, Missouri, Północnej Karolinie, New Hampshire, New Jersey, stanie Nowy Jork, Oklahomie, Pensylwanii, Rhode Island, Tennessee, Teksasie, Wirginii, Vermoncie, Wisconsin i Wirginii Zachodniej).

## Morfologia
PokrójZrzucający liście krzew dorastające do 1–3 m wysokości. Czasami tworzy kłącza. Kora jest papierowa i ma szarą barwę.
LiścieBlaszka liściowa jest skórzasta i ma odwrotnie jajowaty lub lancetowaty kształt. Mierzy 4–14 cm długości oraz 2–6 cm szerokości, jest ząbkowana lub nieznacznie klapowana na brzegu, ma nasadę od uciętej do klinowej i wierzchołek od ostrego do spiczastego. Ogonek liściowy jest nagi i ma 8–15 mm długości.
OwoceOrzechy zwane żołędziami o kształcie od jajowatego do podługowatego, dorastają do 15–20 mm długości i 10–13 mm średnicy. Osadzone są pojedynczo w miseczkach w kształcie kubka, które mierzą 9–12 mm długości i 13–17 mm średnicy. Orzechy otulone są w miseczkach do 25–35% ich długości.

## Biologia i ekologia
Rośnie na łąkach oraz skrajach lasów. Występuje na wysokości do 500 m n.p.m.